# Grand Opera House (Belfast)

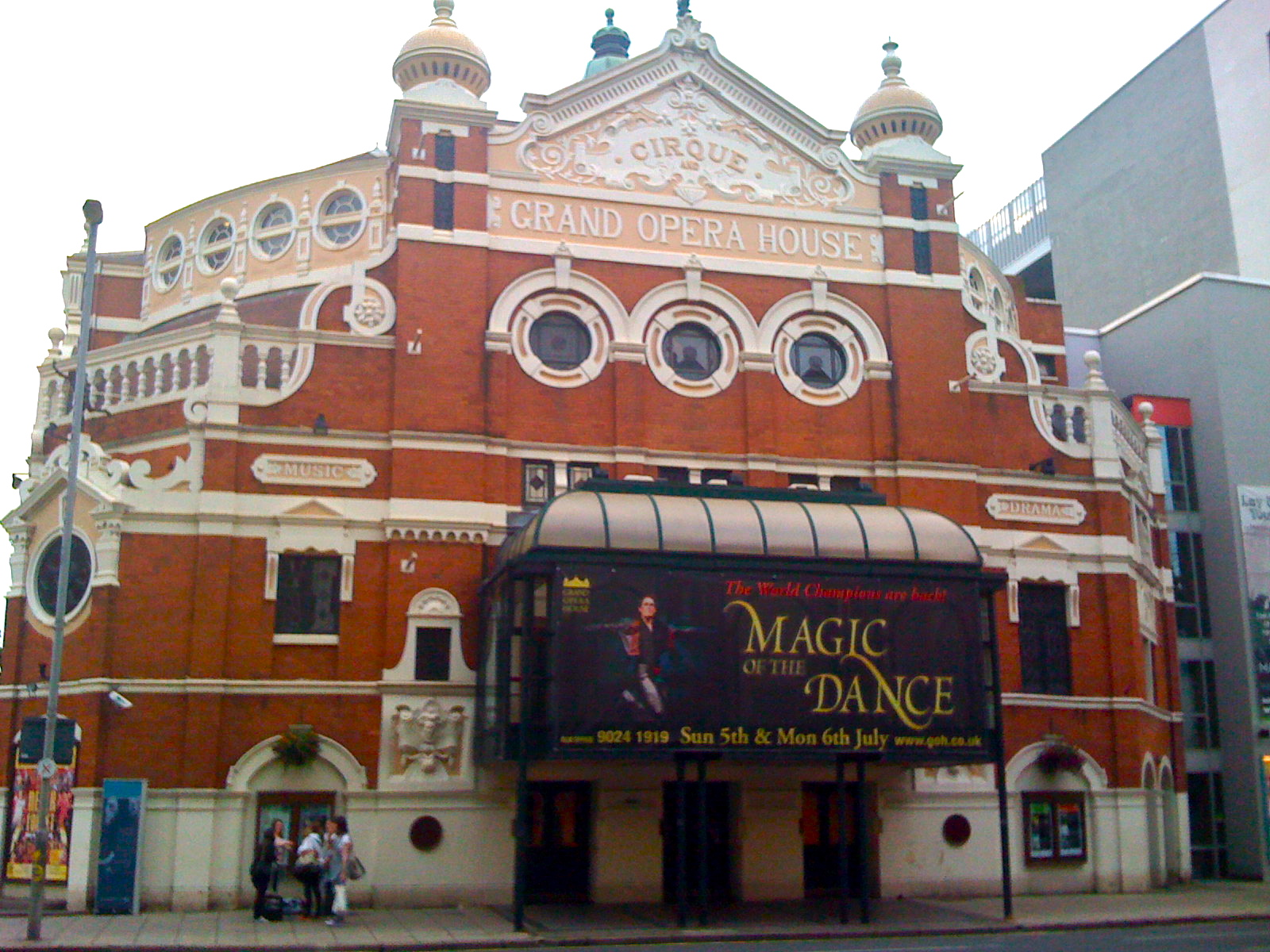
Das Grand Opera House in Belfast, Nordirland (2009)

Das Grand Opera House ist ein Theater in Belfast, Nordirland. Es wurde von Frank Matcham, dem wohl profiliertesten Theater-Architekten seiner Zeit entworfen und am 23. Dezember 1895 eröffnet.
Laut Theatre Trust ist das Gebäude das wohl beste erhaltene Beispiel für die Einbindung orientalischer Stilelemente in der Theaterarchitektur im Vereinigten Königreich.

## Geschichte
Das Theater wurde 1904 in Palace of Varieties umbenannt, erhielt seinen ursprünglichen Namen jedoch bereits 1909 zurück.
In den 1920er und 1930er Jahren traten hier u. a.  Gracie Fields, Will Fyffe und Harry Lauder auf.
Während des Zweiten Weltkrieges wurde das Theater zum Repertoiretheater. Zur Feier des Sieges über Hitler-Deutschland wohnten  Eisenhower, Montgomery und Alanbrooke einer Gala-Aufführung des Theaters bei.
Das Grand Opera House wurde nach Kriegsende von der Rank Organisation erworben, die es in den Jahren 1949 bis 1972 als Filmtheater nutzten. Danach stand das Gebäude zum Abriss bereit, wurde dann jedoch 1980 wiedereröffnet.
In der Anfangsphase der politischen Unruhen gewaltsamen Ausschreitungen im Nordirlandkonflikt wurde das Gebäude in den 1970er Jahren auf die Statutory List of Buildings of Special Architectural or Historic Interest gesetzt und in der Kategorie A (Grade A) unter Denkmalschutz gestellt. Seither wurde der Bau umfassend saniert.
Das erlitt wiederholt schwere Schäden durch Bombenexplosionen, die insbesondere gegen das nahegelegene Europa Hotel gerichtet waren, zuletzt in den Jahren 1991 und 1993. Das Theater blieb jedoch weiterhin für den Publikumsverkehr geöffnet und präsentierte Gastspiele des Musiktheaters, des klassischen Theaters, der Pantomime und Live-Konzerte.

## Renovierung und Wiedereröffnung
1995 wurde das Theater vom Grand Opera House Trust übernommen. Eine umfassende Renovierung und Sanierung des Gebäudes wurde 2006 durchgeführt, bei der u. a. das Foyer, der Treppenbereich, die Bühnenflügel und die Umkleideräume für die Künstler erweitert wurde, sowie ein behindertengerechter Zugang zum Theater eingerichtet wurde. Das Theater wurde daraufhin am 21. Oktober 2006 mit 1.063 Sitzplätzen wiedereröffnet.
Heute unterhält das Theater in der dritten Etage zusätzlich ein Restaurant und ein Bistro im Erdgeschoss. Die Erweiterungen im Rahmen des Sanierungsplans Kontroversen in der lokalen Öffentlichkeit zur Folge. Der Hauptkritikpunkt richtete sich gegen die moderne Konzeption, die die Kritiker nicht im Einklang mit dem ursprünglichen Charakter des Theaters sahen. Gegenwärtig wird die Hauptbühne des Theaters vor allem für kleinere Musik-, Drama- und Comedy-Aufführungen genutzt.